# ルコヴィト

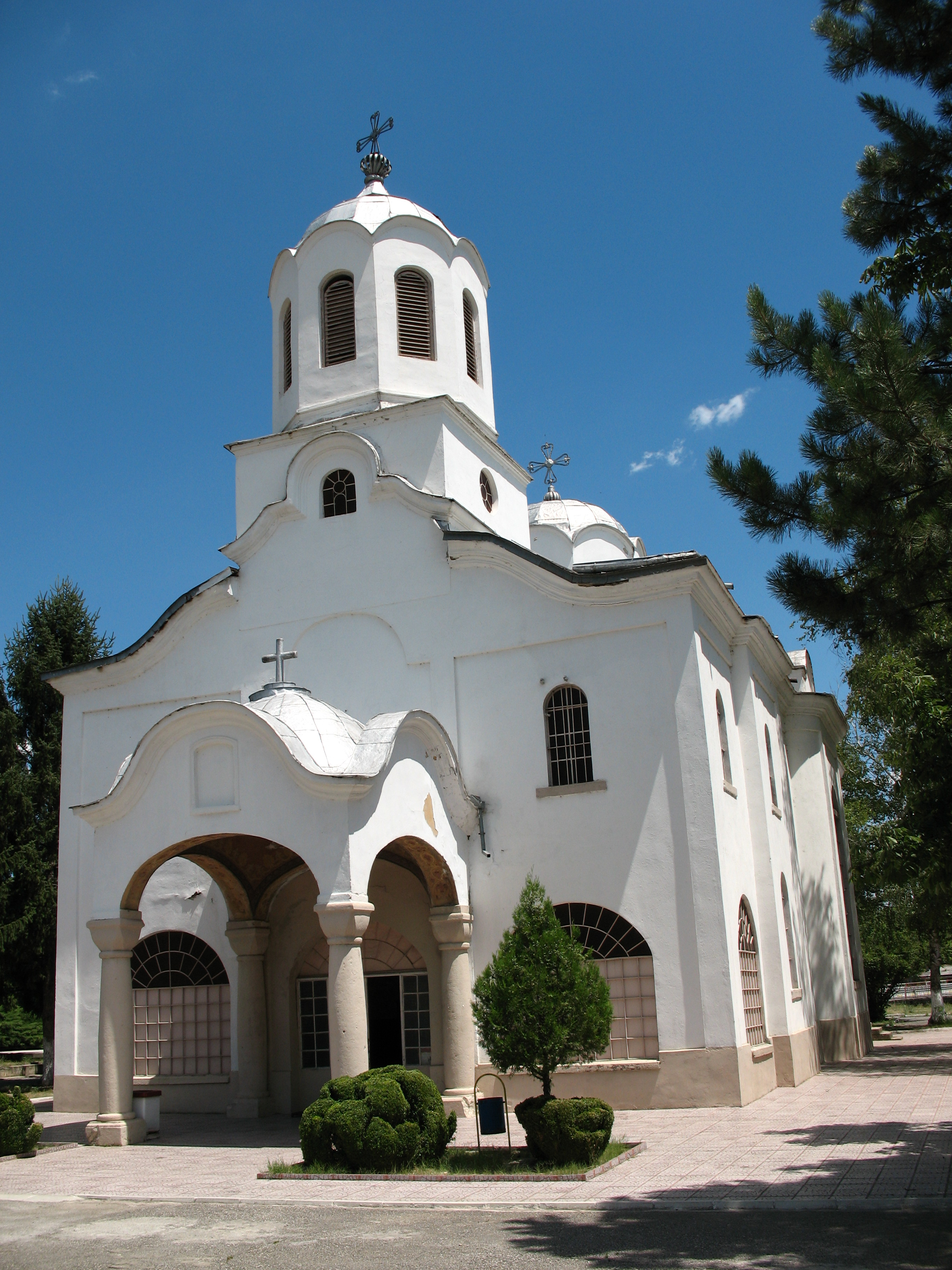
ルコヴィト中心部の聖堂

ルコヴィト（Lukovit (ブルガリア語: Луковит [ˈɫukovit])）は、ブルガリア北西部の町、およびそれを中心とした基礎自治体。ロヴェチ州に属する。ドナウ平原とバルカン山脈の間、ズラトナ・パネガ川（Златна Панега / Zlatna Panega）の両岸に広がっている。

## 歴史
ルコヴィトの町はオスマン帝国の徴税所によって1430年に初めて記録されている。1495年、ルコヴィトには47世帯が住んでいた。1683年から1687年にかけて、ルコヴィトはオスマン帝国による強制的なイスラム化の対象とされたが、完全にはイスラム化されなかった。1860年の段階で、250世帯のムスリム・ブルガリア人と、260世帯の正教徒が居住していた。ブルガリア解放の後、イスラム教徒は全て町を去った。

## ルコヴィトにちなむもの
サウス・シェトランド諸島のリヴィングストン島のルコヴィト岬（Lukovit Point）は、ルコヴィトにちなんで名づけられた。

## 町村
ルコヴィト基礎自治体（Община Луковит）には、その中心であるルコヴィトをはじめ、以下の町村（集落）が存在している。
| 町/村       | キリル文字 | 人口 (2009年12月) |
| ----------- | ---------- | ----------------- |
| ルコヴィト  | Луковит    | 9,630             |
| Aglen       | Ъглен      | 836               |
| Bezhanovo   | Бежаново   | 1,497             |
| Belentsi    | Беленци    | 448               |
| Dermantsi   | Дерманци   | 2,348             |
| Daben       | Дъбен      | 149               |
| Karlukovo   | Карлуково  | 782               |
| Petrevene   | Петревене  | 690               |
| Peshterna   | Пещерна    | 148               |
| Rumyantsevo | Румянцево  | 823               |
| Todorichene | Тодоричене | 499               |
| Toros       | Торос      | 1,619             |